# Fenouillet (Haute-Garonne)
Fenouillet is een gemeente in het Franse departement Haute-Garonne (regio Occitanie). De plaats maakt deel uit van het arrondissement Toulouse. In de gemeente ligt spoorwegstation Fenouillet - Saint-Alban. Fenouillet telde op 1 januari 2022 5.727 inwoners.

## Geografie
De oppervlakte van Fenouillet bedroeg op 1 januari 2022 9,51 vierkante kilometer; de bevolkingsdichtheid was toen 602,2 inwoners per km².

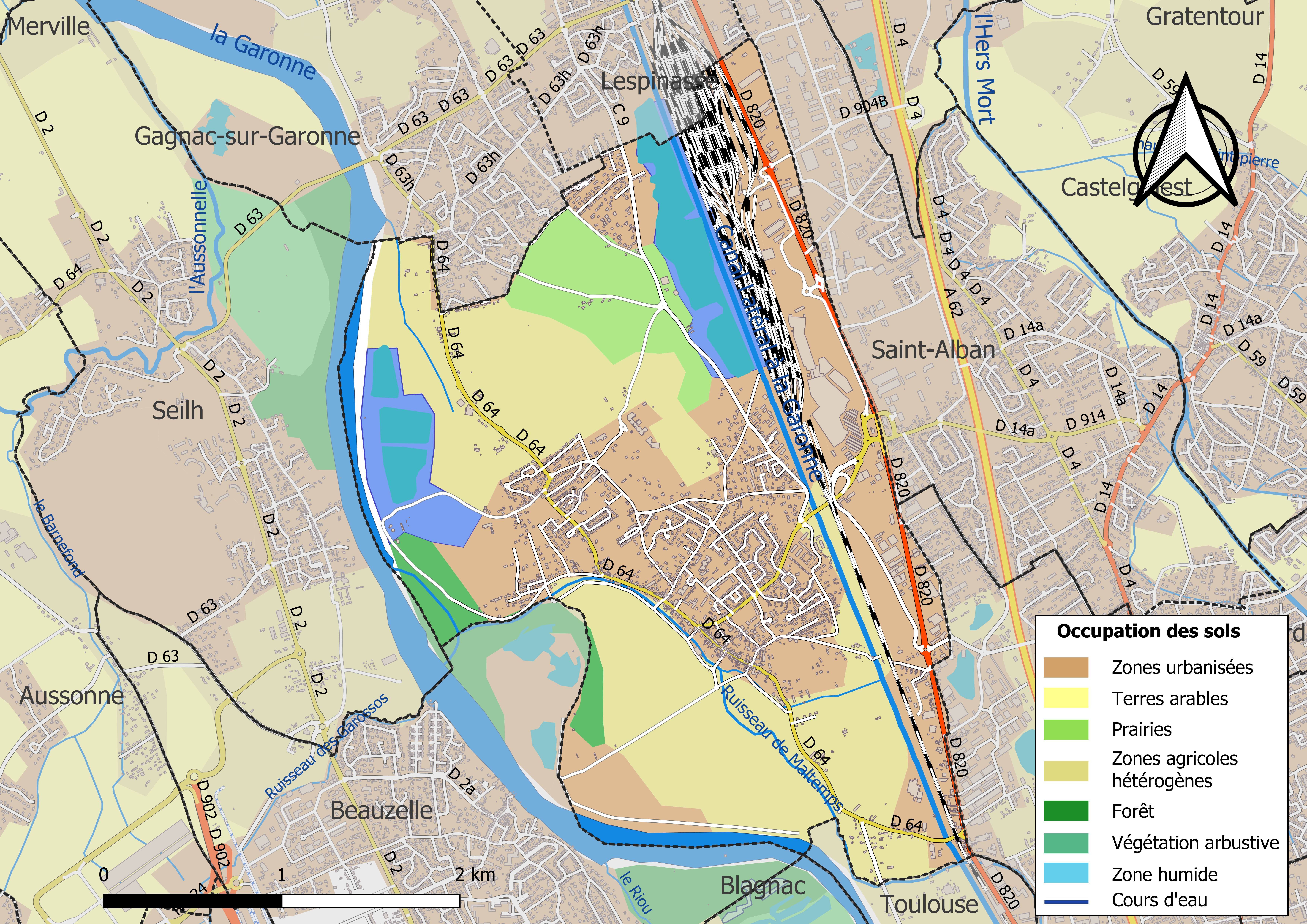
Kaart van de gemeente met belangrijkste infrastructuur, bodemgebruik en omliggende gemeenten

## Demografie
Onderstaande figuur toont het verloop van het inwonertal (bron: INSEE-tellingen).